# 富山太樹
富山 太樹（とみやま だいき、2000年8月18日 - ）は、京都府京北町出身のプロ野球選手（外野手）。左投左打。

## 経歴
京都市立京北第三小学校3年次に軟式野球を始めた。京都市立周山中学校では軟式野球部に所属していた。
京都府立乙訓高等学校では1年次よりベンチ入りしていた。翌2年の夏よりエースを務めたが秋より同期のプロ注目右腕だった川畑大地にエースの座を譲る。二本柱として秋は全10戦中6戦に先発し近畿大会4強まで勝ち上がった。3年次の選抜では全2試合に先発した。夏は8強で敗退する。
國學院大學に進学するが試合に出場することがなく目立った活躍はなかった。3学年上に横山楓、吉村貢司郎、2学年上に小川龍成、1学年上に福永奨、同期に田中千晴、1学年下に武内夏暉がいた。
栃木ゴールデンブレーブスには外野手として入団し主に7番右翼手出場し規定打席到達を果たした。
2023年12月7日、2024年シーズンから日本野球機構のウエスタン・リーグに新規参入するくふうハヤテベンチャーズ静岡に入団することが発表された。番号は9。
公式戦では49試合の出場で打率.180、1本塁打、3打点、4盗塁の成績であった。10月31日、契約満了による退団が発表された。

## 詳細情報

### 独立リーグでの打撃成績
| 年 度     | 球 団     | 試 合 | 打 数 | 得 点 | 安 打 | 二 塁 打 | 三 塁 打 | 本 塁 打 | 塁 打 | 打 点 | 三 振 | 四 球 | 死 球 | 犠 打 | 犠 飛 | 盗 塁 | 失 策 | 併 殺 打 | 打 率 | 出 塁 率 | 長 打 率 | O P S |
| --------- | --------- | ----- | ----- | ----- | ----- | -------- | -------- | -------- | ----- | ----- | ----- | ----- | ----- | ----- | ----- | ----- | ----- | -------- | ----- | -------- | -------- | ----- |
| 2023      | 栃木      | 58    | 174   | 28    | 41    | 7        | 3        | 3        | 63    | 26    | 55    | 20    | 1     | 10    | 3     | 6     | 3     | 2        | .236  | .313     | .362     | .675  |
| 通算：1年 | 通算：1年 | 58    | 174   | 28    | 41    | 7        | 3        | 3        | 63    | 26    | 55    | 20    | 1     | 10    | 3     | 6     | 3     | 2        | .236  | .313     | .362     | .675  |